# مرادلوي سفلي
مرادلوي سفلي هي قرية في مقاطعة بل دشت، إيران. يقدر عدد سكانها بـ 270 نسمة بحسب إحصاء 2016.